# Protocole de Nagoya
Pour les articles homonymes, voir Protocole.
- Parties au protocole
- Signataires n'ayant pas ratifié
- Non-signataire et partie à la Convention sur la diversité biologique
- Non-signataire et non partie à la Convention sur la diversité biologique

Logo de la Conférence mondiale sur la biodiversité de Nagoya (2010), associé à la phrase Life in harmony, into the future, traduite dans la langue du pays où le logo est utilisé. La biodiversité y est représentée par des origamis qui au Japon sont aussi symboles d'espoir en l'avenir, et le moyen de faire se réaliser un vœu.

Le Protocole de Nagoya sur l'accès aux ressources génétiques et le partage juste et équitable des avantages découlant de leur utilisation à la Convention sur la diversité biologique, plus communément appelé Protocole de Nagoya sur l'accès et le partage des avantages (APA), est un accord international sur la biodiversité. Il a été adopté par la dixième réunion de la Conférence des Parties à la Convention sur la diversité biologique des Nations unies, le 29 octobre 2010 à Nagoya, au Japon, et est entré en vigueur le 12 octobre 2014. 
Il vise un partage juste et équitable des avantages découlant de l'utilisation des ressources génétiques de « plantes, animaux, bactéries ou d'autres organismes, dans un but commercial, de recherche ou pour d’autres objectifs ». Un de ses objectifs est de fournir des outils pour combattre la « Biopiraterie » (l'appropriation illégitime des ressources génétiques et des connaissances traditionnelles autochtones).
Le Protocole de Nagoya est le deuxième protocole à la Convention sur la diversité biologique (CDB, ou Convention de Rio). Il fait suite au Protocole de Cartagena sur la prévention des risques biotechnologiques. Le Protocole de Nagoya ne doit pas être confondu avec le Protocole additionnel de Nagoya–Kuala Lumpur sur la responsabilité et la réparation relatif au Protocole de Cartagena, également adopté lors de la dixième réunion de la Conférence des Parties à la Convention sur la diversité biologique.

## Histoire
Au Sommet mondial de 2002 pour le développement durable, les parties ont souhaité agir en faveur d'un régime international négocié promouvant un partage juste et équitable des avantages découlant de l’utilisation des ressources génétiques.
En 2004, le Groupe de travail spécial à composition non limitée sur l’accès et le partage des avantages, créé dans le cadre de la Convention sur la diversité biologique (CDB), a eu mission de négocier ce projet, ce qu'il a fait durant 6 ans. Le Protocole de Nagoya a finalement été adopté le 29 octobre 2010 à Nagoya, au Japon, après avoir été préparé par un « projet de décisions pour la 10e réunion de la conférence des parties à la convention sur la diversité biologique », pré-négocié entre les États membres de l'ONU, dont une partie n'a pas été retenue.
Il a été ouvert à la signature (à l'ONU) pour une durée d’un an, du 2 février 2011 au 1er février 2012 et entre en vigueur 90 jours après la date de dépôt du 50e instrument de ratification par une Partie à la Convention. En février 2012, il comptait 92 signataires dont la France (qui l'a signé en septembre 2011). Seize pays l'ont signé dans les 8 derniers jours (Cambodge, Tchad, Côte d'Ivoire, Égypte, Salvador, Guinée-Bissau, Honduras, Irlande, Kenya, Liban, Mongolie, Nigeria, République de Moldavie, Sénégal, Thaïlande et Ukraine). En février 2012, deux pays l'avaient ratifié (Gabon, Jordanie) ; en mars 2012 le Rwanda, en avril 2012 les Seychelles et en mai 2012 le Mexique. En novembre 2021, 131 pays avaient ratifié le Protocole de Nagoya. Celui-ci est entré en vigueur le 12 octobre 2014, après la 50e ratification. Une liste des signataires est publiée et mise à jour par l'ONU.
Le Fonds pour l'environnement mondial (FEM) a financièrement soutenu l'entrée en vigueur et la mise en œuvre du Protocole. Un million de dollars sont disponibles pour des activités de sensibilisation et de renforcement des capacités via le Secrétariat de la Convention sur la diversité biologique.

## Vocabulaire
- Le mot « utilisation » désigne ici « les activités de recherche et de développement sur la composition génétique et/ou biochimique des ressources génétiques »[2].
- Le mot « avantage » désigne les avantages financiers (ex. : redevances, taxation ou détaxation…), ou non monétaires ou immatériels (ex. : partage des résultats de la recherche, transfert de technologie, de savoir et savoir-faire).

## Contenu
Il porte sur l’utilisation des ressources génétiques de la planète, les connaissances traditionnelles associées à ces ressources génétiques et aux bénéfices ou avantages découlant de leur utilisation, et est présenté comme « historique » par l'ONU, avec en outre le projet de « la création d’un mécanisme multilatéral mondial qui opérera dans les zones transfrontières ou les situations où un consentement préétabli et informé n'a pu être obtenu ». Il accorde aux communautés autochtones et locales une reconnaissance des connaissances, innovations et pratiques qu'elles ont développé et « un droit reconnu d’accorder l’accès à certaines ressources génétiques ».
Le protocole prévoit des « incitations à promouvoir et protéger les connaissances traditionnelles » et il insiste sur le « consentement préalable en connaissance de  cause de ces communautés » (…) « en gardant à l’esprit le droit coutumier et les procédures communautaires, ainsi que l’utilisation et l’échange coutumiers des ressources génétiques. »
Il vise à :
1. améliorer l'accès aux ressources génétiques ; Pour cela les autorités compétences de chaque État doivent veiller, concernant l'accès aux ressources génétiques à :
- la sécurité juridique, la clarté et la transparence,
- produire des règles et procédures justes, non arbitraires et claires en matière de consentement préalable en connaissance de cause et de conditions convenues d’un commun accord,
- Prévoir la délivrance d’un permis ou de son équivalent (lorsque l'accès est accordé),
- Créer des conditions propres à promouvoir et encourager la recherche qui contribue à la conservation et l’utilisation durable de la diversité biologique,
- Prendre dûment en considération les situations d’urgence actuelles ou imminentes qui menacent la santé humaine, animale ou végétale,
- Tenir compte de l’importance des ressources génétiques liées à l’alimentation et l’agriculture pour la sécurité alimentaire,

2. permettre un partage plus juste et équitable des avantages issus de leur utilisation ou des applications et de la commercialisation ultérieures avec la Partie contractante qui fournit ces ressources :
- un mécanisme multilatéral mondial de partage des avantages doit traiter le partage des avantages résultant de l’utilisation des ressources génétiques qui se trouvent dans des zones transfrontières (ou là où il n'est pas possible d'obtenir le consentement préalable donné en connaissance de cause),
- Les avantages partagés (via ce mécanisme) doivent servir à appuyer la conservation et l'utilisation durable de la diversité biologique à l’échelle mondiale,
- Des obligations spécifiques doivent renforcer la législation de la Partie contractante fournissant des ressources génétiques, et des obligations contractuelles contenues dans les conditions convenues d'un commun accord, constituent une innovation importante du Protocole de Nagoya.

Les Parties contractantes doivent :
- Prendre des mesures permettant d’assurer que les ressources génétiques utilisées dans leur juridiction ont été obtenues à la suite d'un consentement préalable donné en connaissance de cause et que des conditions convenues d’un commun accord ont été établies,
- Coopérer en cas de violation présumée des exigences prescrites par une autre Partie contractante,
- Favoriser des dispositions contractuelles sur le règlement des différends dans les conditions convenues d’un commun accord,
- Veiller à donner la possibilité de recours dans leur système législatif en cas de différend résultant des conditions convenues d’un commun accord,
- Prendre des mesures concernant l’accès à la justice,
- Prendre des mesures pour surveiller l’utilisation des ressources génétiques, notamment en désignant des points de contrôle efficaces à tout stade de la chaîne de valorisation : recherche, développement, innovation, pré-commercialisation ou commercialisation.

Le Protocole de Nagoya prévoit également l’élaboration, la mise à jour et l’utilisation de clauses contractuelles-type, ainsi que de codes de conduite, lignes directrices, meilleures pratiques et/ou normes pour différents secteurs.

## Prise en compte des connaissances traditionnelles associées aux ressources génétiques
Selon le Secrétariat de la Convention, « les industries des produits cosmétiques, botaniques et des aliments et boissons utilisent les connaissances traditionnelles associées aux ressources génétiques dans l’élaboration de leurs produits. Les connaissances traditionnelles peuvent orienter les efforts de R‑D visant à découvrir les espèces utiles, aider à déterminer leur sécurité et efficacité, et elles sont utilisées dans la commercialisation des produits ».
Le Protocole de Nagoya s’applique également aux connaissances et savoirs traditionnels associées aux ressources génétiques concernées par la Convention sur la diversité biologique, ainsi qu’aux avantages (monétaires et non-monétaires) découlant de leur utilisation. Ainsi, la mise en oeuvre du Protocole permet, par exemple, que « les redevances générées par la commercialisation d’un produit dérivé de ressources génétiques sont partagées entre le fournisseur et l’utilisateur des ressources génétiques et connaissances traditionnelles associées. »

## Mécanismes de mise en œuvre
Ce sont :
- La désignation de correspondants nationaux et d’autorités nationales compétentes qui seront « points de contact pour fournir des informations, accorder l’accès ou coopérer entre Parties »,
- « Un Centre d’échange sur l’accès et le partage des avantages, c’est-à-dire une plateforme en ligne de partage d’informations pour soutenir l’application du Protocole de Nagoya. Chaque Partie au Protocole doit fournir, par exemple, des informations sur les exigences réglementaires nationales en matière d’accès et de partage des avantages ou sur les correspondants nationaux et les autorités nationales compétentes, les permis ou documents équivalents délivrés au moment de l’accès »,
- Le renforcement des capacités d'appui au protocole, sur la base d'une autoévaluation par les pays de leurs besoins et priorités, ceci peut inclure la capacité de :
  - « Élaborer une législation nationale sur l’accès et le partage des avantages afin d’appliquer le Protocole de Nagoya » ;
  - « Négocier des conditions convenues d’un commun accord » ;
  - « Développer les capacités de recherche dans chaque pays » ;
- « La sensibilisation du public au moyen de la promotion du Protocole de Nagoya et d’un échange d’expériences et d’informations avec et entre les principales parties prenantes, entre autres les communautés autochtones et locales et le milieu de la recherche »,
- « Le transfert de technologie, principalement grâce à la collaboration et la coopération dans le cadre de programmes de recherche et développement technique et scientifique »,
- « Un soutien financier ciblé pour appuyer le renforcement des capacités et le développement d’initiatives par le biais du mécanisme de financement du Protocole de Nagoya, à savoir le Fonds pour l’environnement mondial (FEM) ».

## Limites ou critiques faites au protocole de Nagoya

Carte des pays impliqués, montrant que quelques pays importants (États-Unis notamment) n'ont pas signé ou ratifié le protocole.
Parties
signé, mais pas ratifié
non signé, mais partie à la convention
non signé, non-partie à la convention

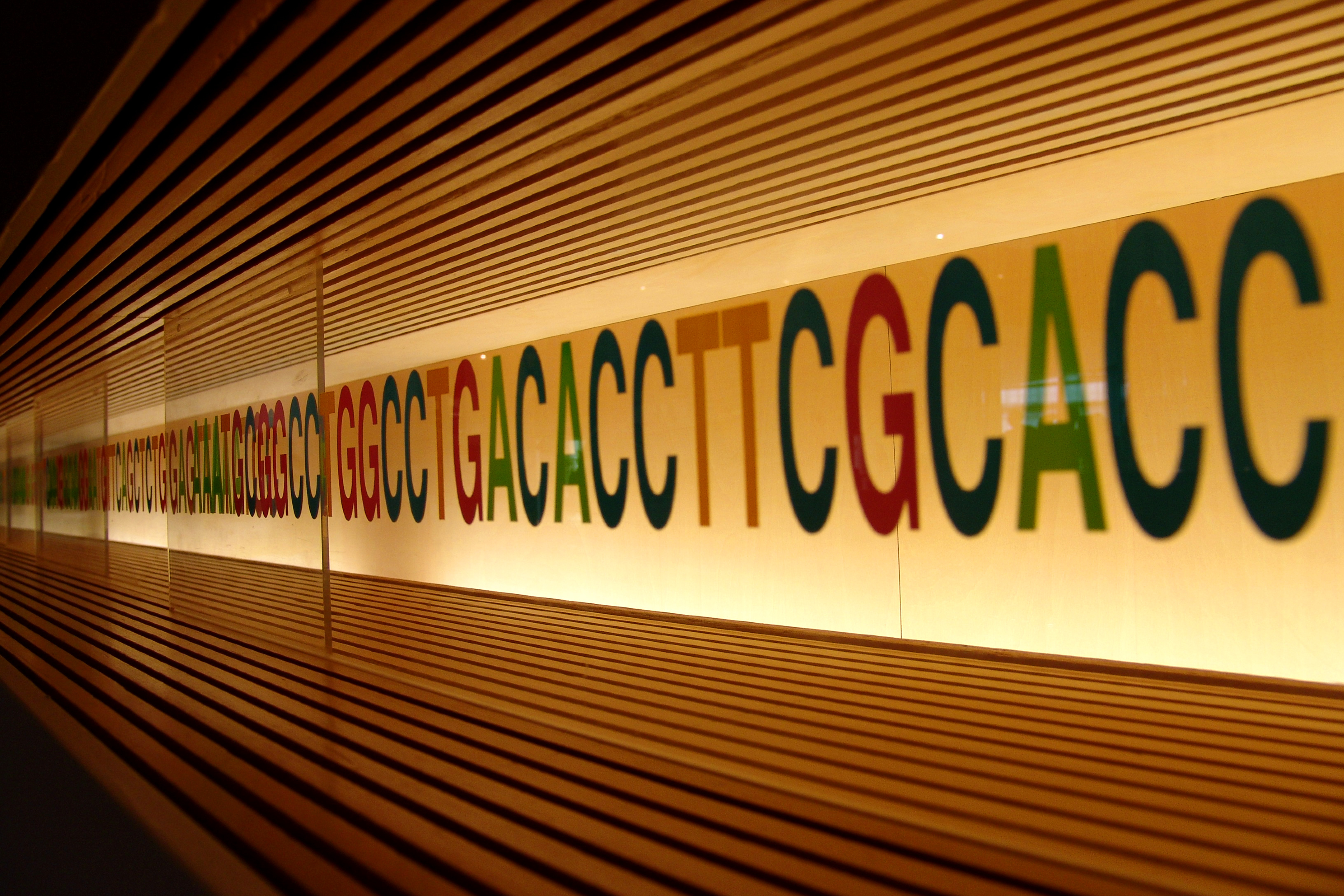
La biologie synthétique pourrait encore compliquer le partage des revenus de l'exploitation biotechnologique de la biodiversité, notamment pour les pays pauvres ou émergents (où l'on compte aussi les pays les plus riches en biodiversité) ; car l'origine des séquences génétiques déposées dans une base de données est souvent mal renseignée.

Outre que certains pays n'en sont pas signataires (en 2016, quatre-vingt-neuf pays ont ratifié le protocole, mais les États-Unis ne font pas partie de ceux-ci), la méconnaissance du patrimoine génétique, la difficulté de le comptabiliser ou d'en estimer la valeur économique réelle ou potentielle rend certaines applications du protocole difficiles. 
En particulier, de nombreuses bases publiques et ouvertes de données d'« ADN numérique » (c'est-à-dire de code génétique et non d'échantillons physiques) ne précisent pas (ou de manière imprécise) l'origine géographique des génomes dont proviennent cette information (en 2016 le Brésil, le Pérou et les Philippines ont déjà modifié leur législation en conséquence, et comme la Chine imposent ou vont imposer de stipuler l'origine des séquences génétiques — et pas seulement celle d'un échantillon physique la contenant — dans les demandes de brevet, sous peine de sanctions civiles ou pénales. Mais ce n'est pas le cas pour les États-Unis). Cette précaution ne suffit pas toujours à clarifier les droits, car dans l'océan mondial par exemple, certains organismes marins à large répartition (microbes notamment) ont des séquences génétiques en commun ; quels pays doivent dans ce cas recevoir les bénéfices d'un éventuel brevetage d'une invention utilisant ces gènes ? et que se passe-t-il quand l'organisme a été prélevé dans les eaux internationales ? De plus, trouver et réellement poursuivre en justice ceux qui violent ces lois reste difficile note Margo Bagley (professeur de droit à l'Université d'Atlanta, et auteur en 2015 d'un rapport sur l'ADN numérique, publié par le Think tank Woodrow Wilson International Center for Scholars.
De plus, un risque d'encouragement à la marchandisation du vivant existe, y compris des services écosystémiques, notamment dans les approches de type AGCS.
Enfin, des technologies émergent qui facilitent et accélèrent le développement la biologie synthétique et les utilisations de l'ADN numérique qui permettent de créer des gènes entièrement nouveaux ou de s'inspirer de gènes existants sans vraiment les copier, ce qui pourrait « ouvrir la porte à la biopiraterie - en profitant de ressources biologiques ou de connaissances autochtones sans partage des bénéfices financiers ». "L'accès libre (aux bases de données génétiques) ne signifie pas l'irresponsabilité envers ceux qui ont des droits sur les séquences", rappelle Edward Hammond du Third World, ONG basée à Austin. Bruce Manheim (avocat des sciences de la vie pour WilmerHale à Washington DC) suggère en novembre 2016 dans la revue Nature Biotechnology qu'une solution serait que les entreprises collectant et/ou utilisant le patrimoine génétique de la biodiversité soient proactives dans la détermination et publication de la source des gènes qu'ils envisagent d'utiliser et la mise en place des accords, notamment dans les milieux universitaires et de la biologie synthétique.

## Suites à donner
- Ce protocole pour être opérationnel nécessite un important travail d'harmonisation, vérification, publication et interopérabilité des données sur les ressources génétiques, à poursuivre et accélérer, autour du GBIF (Global Biodiversity Information Facility) notamment, qui est le portail mondial de la donnée naturaliste ;
- Les Parties de la CDB doivent avant 2012 (pour la 11e réunion de la Conférence des Parties, en Inde) définir « les objectifs et mécanismes par lesquels les ressources financières peuvent être identifiées, déversées et acheminées »[7]. Un Workshop on innovative financing and resources mobilization in support of biodiversity objectives au Caire, le 29-30 novembre 2010) y a contribué, avant une réunion les 18 et 19 décembre 2010, à Kanazawa (Japon), préparant la transition avec « 2011, Année internationale des forêts »[12] ;
- Un point périodique plus général doit être fait sur l'administration de la convention de Rio, ses moyens humains et financiers et valider d'éventuelles évolutions.

#### Listes de liens complémentaires
- (fr) Nagoya, mode d'emploi ; Page officielle de la France consacrée à la conférence.
- (fr) Sélection de sites web sur l’écologie, la biodiversité et l’environnement dans le répertoire encyclopédique : Les Signets de la Bibliothèque nationale de France
- (fr) sélection de liens sur la disparition des espèces : portail des informations publiques environnementales en France
- (fr) Références documentaires francophones sur la Biodiversité sur Agora 21
- (fr) Pour l'Année internationale de la Biodiversité le Muséum national d'Histoire naturelle propose un contenu riche et des manifestations tout au long de l'année 2010.